# Льюис, Бобби
Роберт Алан (Бо́бби) Лью́ис (англ. Bobby Lewis; 9 февраля 1925 — 28 апреля 2020) — американский певец, работавший в стилях рок-н-ролл и ритм-н-блюз.
Музыкальный сайт AllMusic кратко характеризует Льюиса как «душевного вокалиста, наиболее известного по своему хиту номер 1 в США в 1961 году „Tossin’ & Turnin’“».

## Биография
Льюис научился играть на гитаре к 6 годам. В 12 лет его усыновили, и он переехал в дом в Детройте, штат Мичиган.
В июле 1961 года песня «Tossin’ & Turnin’» в его исполнении поднялась на 1-е место в США (в чарте Billboard Hot 100) и провела в итоге на первой позиции семь недель. Сингл с ней продался в более чем миллионе экземпляров и был отмечен Американской ассоциацией звукозаписывающих компаний золотым диском. Позже в том же году Бобби Льюис записал на свой счёт второй сингл в первой десятке в США — «One Track Mind» (9-е место в Hot 100, причём это был всего лишь второй большой хит в его карьере).
Песня «Tossin’ & Turnin’», написанная Ричи Адамсом и Малу Рене, была впоследствии включена в звуковую дорожку к фильму 1978 года «Зверинец» (англ. National Lampoon’s Animal House). Кавер-версии на неё, среди прочих, исполняли Стив Гудман, The Replacements, Guess Who, Питер Крисс и Джимми Стёрр.